# Jean Wiener
Jean Wiener, o Wiéner (19 de marzo de 1896 – 8 de junio de 1982) fue un pianista y compositor de nacionalidad francesa, autor de más de 350 composiciones de música cinematográfica, tanto para el cine como la televisión, y de diversas piezas de música clásica.

## Biografía
Nacido en París, Francia, y autodidacta, tuvo amistad con Gabriel Fauré, con el cual tocaba a cuatro manos. Siguiendo su consejo entró en el Conservatoire national supérieur de musique et de danse, donde fue alumno de André Gedalge, y de donde salió en 1914. Gracias al pianista Yves Nat descubrió la música afroamericana, que intentó dar a conocer en el período de entreguerras. En 1920 fue pianista en el bar Gaya, que en diciembre de 1921 cambió su nombre por Le Bœuf sur le toit. En 1920 dio su primer concierto, junto a Jane Bathori. Desde 1921 a 1925 propuso a la Salle Gaveau, al Teatro de los Campos Elíseos y a la Salle des Agriculteurs en la rue d’Athènes, organizar sus concerts salade (conciertos ensalada) para promover la nueva música de Darius Milhaud, Francis Poulenc, Igor Stravinski y Manuel de Falla.
Hasta la Segunda Guerra Mundial compuso numerosas piezas para piano, y consiguió un gran éxito en diversos music-hall de Europa con el dúo de pianos "Wiener et Doucet", que mezclaba la música clásica con el jazz. Tras la muerte prematura de Clément Doucet en 1950, se consagró a la composición, sobre todo a la música cinematográfica. Entre otras, creó la música del programa Histoires sans paroles, emitido por la ORTF (basada en una música original titulada Chicken Reel, de Joseph M. Daly).
Jean Wiener falleció en París, Francia, en 1982. Tuvo tres hijos, Maud Wiener (1918), Stéphane Wiener, un instrumentista de viola, y la actriz y cantante Élisabeth Wiener, nacida de su segundo matrimonio con Suzanne de Troye.  
En 1978 se publicaron sus memorias, tituladas Allegro appassionato.

## Filmografía (bandas sonoras)
| - 1922 : La Femme de nulle part, de Louis Delluc - 1932 : L'Âne de Buridan - 1933 : Une vie perdue - 1933 : L'Homme à l'Hispano, de Jean Epstein - 1933 : Knock, de Roger Goupillières y Louis Jouvet - 1934 : Les Affaires publiques - 1934 : Le Paquebot Tenacity, de Julien Duvivier - 1934 : L'Aventurier, de Marcel L'Herbier - 1934 : Maria Chapdelaine, de Julien Duvivier - 1935 : Le Clown Bux, de Jacques Natanson - 1935 : Le voyage imprévu - 1935 : La bandera, de Julien Duvivier - 1935 : L'Équipage - 1935 : Runaway Ladies - 1936 : L'Homme sans coeur - 1936 : Le crime de Monsieur Lange, de Jean Renoir - 1936 : La Garçonne, de Jean de Limur - 1936 : Quand minuit sonnera, de Léo Joannon - 1936 : Les bas-fonds, de Jean Renoir - 1937 : Vive la vie - 1937 : L'Homme du jour, de Julien Duvivier - 1937 : Nuits de feu, de Marcel L'Herbier - 1938 : La Femme du bout du monde - 1939 : Le Dernier Tournant, de Pierre Chenal - 1940 : L'Or du Cristobal, de Jean Stelli - 1942 : L'Épouvantail, de Paul Grimault - 1943 : Les Passagers de la Grande Ourse, de Paul Grimault - 1943 : Untel père et fils, de Julien Duvivier - 1943 : Le Voyageur de la Toussaint, de Louis Daquin - 1943 : Madame et le mort, de Louis Daquin - 1944 : Le Voleur de paratonnerres, de Paul Grimault - 1945 : Le Père Goriot, de Robert Vernay - 1945 : La Fille aux yeux gris, de Jean Faurez - 1946 : Le Capitan, de Robert Vernay - 1946 : Impasse, de Pierre Dard - 1946 : Patrie, de Louis Daquin - 1946 : Il suffit d'une fois - 1946 : Macadam, de Marcel Blistène - 1946 : Panique, de Julien Duvivier - 1947 : Contre-enquête, de Jean Faurez - 1947 : Pour une nuit d'amour, de Edmond T. Gréville - 1947 : Le Diable souffle, de Edmond T. Gréville - 1948 : Les Frères Bouquinquant, de Louis Daquin - 1948 : La Carcasse et le Tord-cou, de René Chanas - 1949 : Le Point du jour, de Louis Daquin - 1949 : Rendez-vous de juillet, de Jacques Becker - 1950 : Ce siècle a cinquante ans - 1950 : Un sourire dans la tempête - 1951 : L'Herbe à la Reyne - 1951 : Maître après Dieu, de Louis Daquin - 1951 : Sous le ciel de Paris, de Julien Duvivier - 1953 : Les Poussières, de Georges Franju - 1953 : Je suis un mouchard, de René Chanas - 1954 : Paris mon copain - 1954 : Station 307 | - 1954 : Touchez pas au grisbi, de Jacques Becker - 1954 : La rafle est pour ce soir, de Maurice Dekobra - 1954 : La Soupe à la grimace - 1955 : Le Comte de Monte-Cristo, de Robert Vernay - 1955 : Sur le banc, de Robert Vernay - 1955 : Le Rendez-vous des quais, de Paul Carpita - 1955 : New York ballade - 1955 : Futures Vedettes, de Marc Allégret - 1956 : Voici le temps des assassins, de Julien Duvivier - 1956 : La vie est belle, de Roger Pierre y Jean-Marc Thibault - 1956 : Les Lumières du soir - 1957 : Notre Dame - cathédrale de Paris - 1957 : Pot-Bouille, de Julien Duvivier - 1958 : Le Septième Ciel, de Raymond Bernard - 1958 : Ni vu, ni connu, de Yves Robert - 1958 : Sois belle et tais-toi, de Marc Allégret - 1959 : La Création du monde, de Eduard Hofman - 1959 : La Femme et le Pantin, de Julien Duvivier - 1959 : Ein Engel auf Erden, de Géza von Radványi - 1959 : Arrêtez le massacre, de André Hunebelle - 1960 : La Revenante - 1960 : Pantalaskas, de Paul Paviot - 1961 : L'Affaire Nabob - 1961 : Les Démons de minuit - 1961 : Les Bras de la nuit, de Jacques Guymont - 1962 : Rue du Havre, de Jean-Jacques Vierne - 1962 : Quatrevingt-treize (telefilm), de Alain Boudet - 1964 : Courbet, l'homme à la pipe - 1964 : La montre en or (telefilm) - 1965 : Les Comédiens dans la ville neuve - 1965 : Le Tigre se parfume à la dynamite, de Claude Chabrol - 1965 : Merlusse (telefilm) - 1966 : Au hasard Balthazar, de Robert Bresson - 1966 : À la belle étoile - 1967 : Révolution d'octobre - 1967 : Les Filous - 1967 : Le Golem, de Gustav Meyrink (telefilm) - 1967 : Mouchette, de Robert Bresson - 1969 : Dieu a choisi Paris, de Gilbert Prouteau y Philippe Arthuys - 1969 : Une femme douce, de Robert Bresson - 1970 : La faute de l'abbé Mouret, de Georges Franju - 1970 : Le Petit Théâtre de Jean Renoir, de Jean Renoir (telefilm) - 1970 : Reportage sur un squelette ou Masques et bergamasques (téléfilm) - 1971 : La Cavale, de Michel Mitrani - 1972 : Les Gens de Mogador, de Robert Mazoyer (telefilm) - 1973 : Féminin-féminin, de Henri Calef - 1975 : Voyage avec un âne dans les Cévennes (TV) - 1976 : Duelle, de Jacques Rivette - 1976 : Les Roses de Manara (telefilm) - 1977 : Inutile d'envoyer photo (telefilm) - 1982 : Lettres d'amour en Somalie - 1982 : Le Crime d'amour |

## Obras clásicas
| - 1910 : Melodías sobre poemas de Verlaine, Maiterlinck, Geraldy, Francis Jammes, Heinrich Heine - 1912 : Salmo 126 - 1920 : Estudio de baile para Piano - 1923 : Sonatina Sincopada - 1923 : Concierto Franco-Americano - 1924 : Suite Piano-Violon - 1924 : 3 Blues Cantados - 1925 : Sonatina - 1924 : Música sobre poemas de Jean Cocteau - 1925 : Sonata nº 1 para Piano - 1928 : Segunda Sonatina para Piano - 1929 : Cadencias para Piano y Orquesta - 1941 : Tres Cantos (S. Blondin) - 1943 : Lamento por los Niños Asesinados, para Piano y Orquesta - 1947 : Cuatro Pequeñas Piezas Radiofónicas para Piano - 1947 : Riz et Jeux para Piano y Alto - 1948 : Salmo de la Quarantaine - 1953 : Leyendas Doradas para Pequeña Orquesta y Voz (Yvette Guilbert) - 1955 : Chantefables (sobre poemas de Robert Desnos), Canto y Piano | - 1956 : Victoria del Hombre, pieza para Orquesta - 1957 : Chantefleurs (sobre poemas de Robert Desnos), Canto y Piano - 1957 : Suites à Danser, para Orquesta - 1961 : Pequeña Música Para Comenzar Bien Su Jornada, para Orquesta - 1962 : Orquestación para la Obertura La Jolie Parfumeuse de Jacques Offenbach - 1964 : Concierto para Acordeón - 1966 : Concierto para Dos Guitarras y Orquesta - 1968 : Sonata para Violoncelo y Piano (de Mstislav Rostropovitch) - 1968 : Troika Moscovita, para Trompeta y Piano - 1970 : Concierto para Orquesta y Piano Principal - 1971 : Chant pour les Morts en Montagne - 1973 : Sonata "sin nombre" para piano - 1973 : Albertine Sarrazin - 1974 : Sonata para Piano "démodée" a la memoria de Darius Milhaud - 1974 : La Dernière Nuit (sobre un poema de Eluard) para Orquesta y Coro |

(fuente: Catálogo del autor, por Pierre Cornevin) 

## Música teatral
- 1961 : Louisiane, de Marcel Aymé, escenografía de André Villiers, Teatro de la Renaissance
- 1962 : Johnnie Cœur, de Romain Gary, escenografía de François Périer, Teatro de la Michodière
- 1973 : Au théâtre ce soir : Le Million, de Georges Berr y Marcel Guillemaud, escenografía de Francis Morane, dirección de Georges Folgoas, Teatro Marigny
- 1954 : Les Mystères de Paris, de Albert Vidalie, escenografía de Jean-Pierre Grenier

## Actor
- 1973 : Au théâtre ce soir : Le Million, de Georges Berr y Marcel Guillemaud, escenografía de Francis Morane, dirección de Georges Folgoas, Teatro Marigny
- 1978 : Le Mystérieux Docteur Cornélius, radio